# 雅浦島石幣

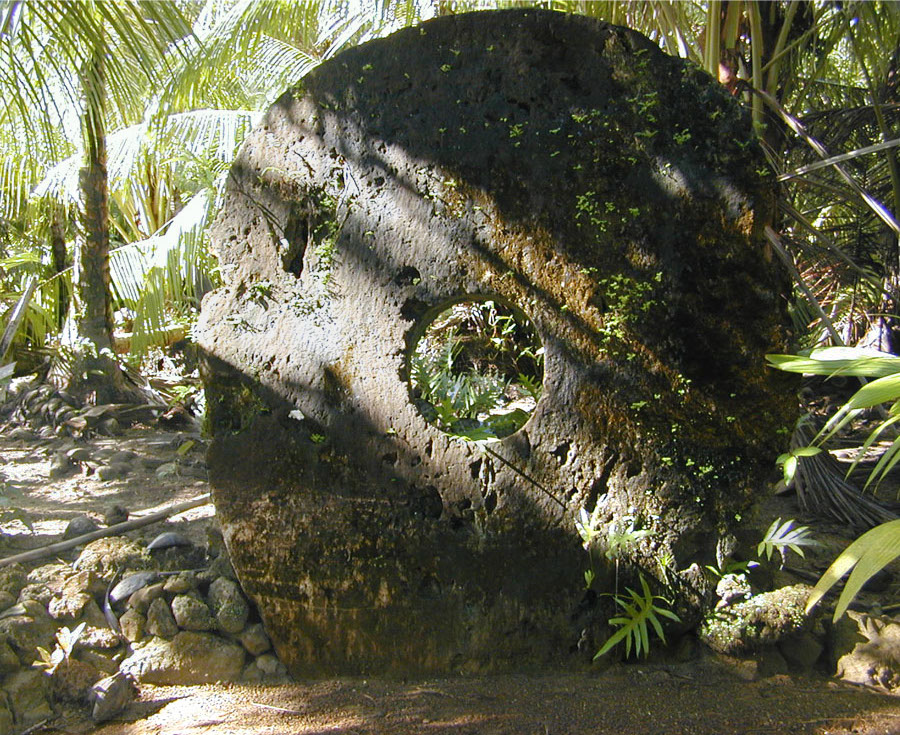
一块巨大的雅浦島石幣

雅浦島石幣 （Rai Stones）是原始貨幣之一，產自雅浦島。約在西元前2000年，雅浦島是一個位於太平洋，人口只有約10000人的小島。島上的原住民使用一種巨大石幣作為流通貨幣。由於當地不出產金屬，於是石頭便成為當地重要的資源，並發展出以石頭充當交易媒介的貿易模式。當地人稱這種石幣為費（Fei）。

## 外觀

### 大小
其直徑大小由1碼到12碼不等，小的直徑約30公分，大的可以大到直徑3公尺（厚約50公分，重達四噸）。石幣越大，質地越好，該石幣所代表的價值便越高。但石幣的價值不僅在於它的大小重量或是雕刻工藝上的展現，還包含了運送途中有多麼艱難，或這塊石幣是由某位有名的水手所運送的，像這些背後的故事都可以增加該石幣的價值。石幣中間有一個孔，方便插入杆作搬運之用。當一宗涉及的費很大的交易結束，受石幣重量所限，這些費並不用搬離前所有者的家，而是在費上作標記表示所有權已經易手。只要大家認可這石幣的所有權誰屬，便承認了財富的轉移。

### 花紋
這種石幣被磨得十分光滑，上面布滿了許多美麗奇特的圖案。石幣是用一種石灰岩礦物，即一種霰石鑿制而成的。上面有著很多花紋，這些圖案不僅精美，而且紋路很複雜，又很規整，每塊石幣上的花紋都是一模一樣的，好似同一個模子澆出來的。

### 關於花紋來源的討論
有人認為石幣上的花紋，是散石在地下埋藏時被泥土中的酸類物質腐蝕而成，造幣時選擇後保存下來的，但這些石幣上的花紋都是一模一樣的，天然形成沒有那麼巧的條件。也有人認為，那是土著用金剛石刻刀一條條地刻出來的，但這個意見遭到了否定，因為貨幣數量之大，不容許慢條斯理地去一個個雕刻。也有人認為，那些花紋是工匠們用某種酸液腐蝕成的。

## 历史
雅浦島本地并不出产制造石币用的石灰石，当地人到帕劳等地将石材用独木舟等运回家乡，再将其进一步加工成石币。许多石头在渡海过程中就石沉大海，能流传下来的很稀少。根据当地传说，5百至6百年前一支探险队到达帕劳并带回了圆孔石灰石，因其非常珍贵，当地人便将其当做以物换物的中介。20世纪之后，随着外来经济的入侵，当地人不再像之前那么依赖石币进行贸易。第二次世界大战中，驻扎此地的日本守军将其打碎铺路，毁坏了不少石币。如今，由于旅游业的发展和经济全球化，当地人更愿意用美元等货币同游客交易，使用石币的传统渐渐消失。

## 對於石幣作為貨幣的職能的論證

### 購買力
島上的居民十分信任石幣內含的購買力，居民擁有石幣的數量和大小代表了財富的多寡。島上有一戶人家，他祖先曾得一巨大且質地佳的石幣，但由於運回雅浦島的途中遇上海難而石沉大海，但當地的居民皆同意雖然眼前看不到石幣，石幣肯定還在海底，石幣的購買力並不會因為石幣所處的地點而有所下降，所以這戶人家仍儲存了石幣代表的價值，得到了該費所代表的財富。 

### 可分割性
此外，石幣亦能分成若干單位。雅浦島的石幣並不是統一的大小，是由1碼到12碼不等，費體積的大小，代表著價值的大小，雖然其計算單位比較粗糙，而且缺乏準確度，但從居民擁有多少大石幣和小石幣便能計算出他財富的多少。交易時亦會要求以不同大小、數量的石幣支付，可算是具備了作為交易的單位元的貨幣職能。

### 結論
在缺乏金屬擔當金屬貨幣情況下，石幣應用於當地商品交換之中。透過石幣，交易能分成「買」和「賣」兩部份。然而，石幣缺乏作為交易媒介最重要的流動性，如果交易所涉及的費太大，石幣是不會從前所有者搬運到新的擁有者手上，亦即並不是一手交貨，一手交錢的交易，只是在石幣上留下標記註明所有者是誰，石幣擁有者的變動因此很容易做成交易上的混亂。事實上，石幣在雅浦島上比較是一種財富地位的象徵，大於用作交易用途，故雖然石幣具備貨幣的特質，帶有購買力，具備了作為交易的單位元的職能，並能用作交易的媒介，但由於不方便攜帶且缺乏高的流動性，故石幣是一種發展不完全的貨幣。
石幣的運作原理和區塊鏈類似，有些人稱它是世上最古老的區塊鏈。